# Paurocoma
Paurocoma is een geslacht van vlinders van de familie spanners (Geometridae), uit de onderfamilie Ennominae.

## Soorten
- P. coniopa Lower, 1918
- P. molybdina Lower, 1902